# Limited company
La limited company (Ltd), ou limitée (Ltée) au Québec, est une des formes juridiques des sociétés de droit britannique. 
Cette forme de sociétés permet de limiter la responsabilité des actionnaires à un certain montant. 

## Dans le monde

### Canada
En droit québécois, l'article 20 de la Loi sur les sociétés par actions prévoit que « Le nom de la société qui ne comprend pas l’expression «société par actions» ou «compagnie» doit comporter, à la fin, la mention «s.a.», «ltée» ou «inc.», indiquant qu’elle est une société à responsabilité limitée ».